# Hadi Khosroshahi

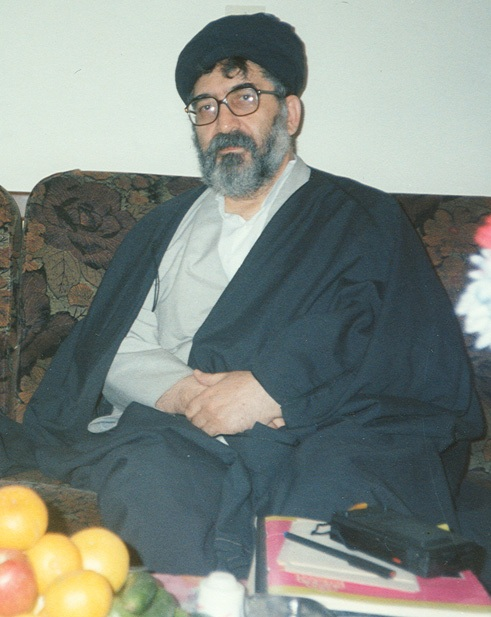
Seyed Hadi Khosroshahi (2005)

Seyed Hadi Khosroshahi (persisch سید هادی خسروشاهی; * 1938 in Täbris; † 27. Februar 2020 in Teheran) war ein iranischer Kleriker und Diplomat.

## Leben
Khosroshahi wurde in eine persische Gelehrtenfamilie geboren, die seit Generationen bedeutende Gelehrte hervorgebracht hatte. In seiner Jugendzeit schloss er sich den Fedajin-e Islam an, einer radikal-islamischen Organisation, die das Ziel verfolgte, durch gezielte Mordanschläge den Islam von „korrupten Individuen“ zu reinigen. Als Theologe verfasste er zahlreiche theologische Werke, die auch ins Arabische übersetzt wurden.
In den 1980er Jahren vertrat er den Iran als Botschafter beim Heiligen Stuhl. Anschließend war er diplomatisch für die Islamische Republik in Kairo tätig.
Khosroshahi starb am 27. Februar 2020 im Alter von 81 Jahren während der COVID-19-Pandemie an den Folgen einer COVID-19-Erkrankung, nachdem er tags zuvor in ein Krankenhaus in Teheran eingeliefert worden war.